# Graziella Porta
Graziella Porta (Viguzzolo, 16 ottobre 1943) è un'attrice e doppiatrice italiana.

## Biografia
Ha studiato danza al Teatro alla Scala di Milano. Dopo aver terminato gli studi in un'accademia privata, gira l'Italia per alcuni teatri italiani. In seguito, viene scoperta da Paolo Poli che la porta a lavorare insieme a lui come attrice in teatro. Lavora poi in cabaret con attori quali Franco Nebbia, Marco Messeri e Maurizio Micheli ed è anche soubrette, per dieci anni, per il Teatro Verdi (Trieste) nel Festival dell'Operetta. Ha lavorato nell'operetta per 10 anni insieme a Gino Landi.
Nel 1973 avviene l'incontro con Roberto Benigni, con cui collabora in teatro. Inoltre, ha lavorato in teatro anche con Paola Borboni, Ernesto Calindri, Franco Graziosi e altri attori. Ha in seguito lavorato con la Rai, Antennatre insieme a Enzo Tortora e per Mediaset. Come attrice ha anche partecipato alla sitcom Finalmente soli. Dal 1980 ha intrapreso anche la carriera di doppiatrice. Tra i personaggi doppiati ci sono Laverne Hooks in Scuola di polizia, Mrs. Puff in Spongebob e Baby Bunny in I favolosi Tiny.

## Filmografia
- Cristina, l'Europa siamo noi – serie TV (1991)
- Casa Vianello – serie TV (1988-2007)
- Piper – film TV (2007)

## Teatro
- La metamorfosi, con Roberto Benigni

## Doppiaggio

### Film
- Peggy Miley ne La piccola principessa
- Michèle Moretti in Benvenuti... ma non troppo
- Christine Deaver in Safe Sex - Tutto in una notte
- Katherine Helmond in Beethoven 5

### Film TV e Miniserie
- Victoria Tennant in Ricordi di guerra
- Hilary Shepard ne La famiglia Addams si riunisce
- Becky Mullen in Omicidi e incantesimi

### Serie televisive
- Roxie Roker ne I Jefferson
- Anita Gillette in Normal, Ohio

### Telenovelas
- Nicette Bruno in Vento di passione
- Gisele Itiè in Terra nostra 2 - La speranza
- Lainie Kazan e Maeve Kinkead in Sentieri

### Animazione
- Signora "Penelope" Puff in SpongeBob, SpongeBob - Il film, Saving Bikini Bottom, Plankton - Il film
- Signora Brief in Dragon Ball (2ª voce), Dragon Ball Z (ed. Mediaset)
- Lucy van Pelt in Charlie Brown
- Mamma di Taz in Tazmania
- Baby Bunny in I favolosi Tiny
- Zombeef in Quella strana fattoria
- Wilma Flintstone ne I Flintstones - Yabba Dabba Do!
- Ling Ling in Drawn Together
- Violet Stimpelton in Rocket Power - E la sfida continua...
- Hooks in Scuola di polizia
- Sarah Ravencroft in Scooby-Doo e il fantasma della strega
- Nora Wakeman in Teenage Robot
- Penelope Spectra in Danny Phantom
- Granny Smith, il sindaco di Ponyville, Photo Finish e Sapphire Shore in My Little Pony - L'amicizia è magica
- Allegrorsa in Gli Orsetti del Cuore
- Sig. Ra Valerie Frizzle in Allacciate le cinture! Viaggiando si impara
- Piui in Memole dolce Memole
- Lisa in David Gnomo amico mio
- Ombra e Morgana in Prezzemolo
- Sig.ra Paperazzi in Calimero
- Ciuciu in Cenerentola
- Strega Bianca in Fantaghirò
- Luna nelle serie e nei film di Sailor Moon
- Mariko Jinnouchi in Summer Wars
- Diletta in Licia dolce Licia
- Mamma in Angelina ballerina
- Rosedust in Mio mini pony - Il film
- Tirannia in Grog di Magog
- Madame Taki in Principesse sirene - Mermaid Melody
- Mrs. Richmore in Taffy[4]
- Piggy in Muppet Babies